# 鹿児島徳洲会病院
鹿児島徳洲会病院（かごしまとくしゅうかいびょういん）は、鹿児島県鹿児島市南栄5丁目にある総合病院。設置者は医療法人徳洲会。
救急告示病院。公益財団法人日本医療機能評価機構認定病院。

## 沿革
- 1987年（昭和62年）3月 - 鹿児島市下荒田町に鹿児島徳洲会病院として開院[2]。
- 2021年 (令和3年) 12月1日 - 鹿児島市 南栄5丁目（イオン鹿児島谷山店跡地）に移転新築

## 診療科
（この節の出典）
- 内科
- 循環器内科
- 消化器内科
- 呼吸器内科
- 肝臓内科
- 外科
- 消化器外科
- 肛門外科
- 腎臓外科
- 整形外科
- 形成外科
- 脳神経外科
- 泌尿器科
- 精神科
- 放射線科
- 麻酔科
- 救急科
- 皮膚科
- リハビリテーション科
- 漢方外来
- リウマチ科

## 医療機関の指定・認定
（下表の出典）
| 保険医療機関                                   |
| 労災保険指定医療機関                           |
| 生活保護法指定医療機関                         |
| 結核指定医療機関                               |
| 原子爆弾被害者一般疾病医療取扱医療機関         |
| 身体障害者福祉法指定医療機関                   |
| 指定自立支援医療機関（更生医療・精神通院医療） |
| 特定疾患治療研究事業委託医療機関               |
| DMAT指定医療機関                               |
| 大腸がん検診精密検査実施協力医療機関           |
| 乳がん検診精密検査実施協力医療機関             |
| 肺がん検診精密検査実施協力医療機関             |
| 日本プライマリ・ケア連合学会認定施設           |
| 日本外科学会外科専門医施設                     |
| NST稼働施設                                    |
| 臨床研修病院（協力型）                         |
| 救急告示病院                                   |
| DPC対象病院                                    |
| 病院機能評価認定病院（3rdG：Ver2.0/一般病院2） |

- このほか、各種法令による指定・認定病院であるとともに、各学会の認定施設でもある。

## 交通アクセス
- 旧病院(下荒田町)及び指宿枕崎線谷山駅・鹿児島市電谷山線「谷山停留場」から無料シャトルバスを運行。[7]